# Ящірка турецька
Ящірка турецька або Ящірка Кларка (Darevskia clarkorum) — представник роду скельних ящірок родини Справжні ящірки.

## Опис
Довжина тулуба сягає 5,5 см, хвіст у 2—2,5 рази довший. Колір шкіри спини оливково-зелений у самців й шоколадно-коричневий — у самиць. Центральна смуга утворена дрібними неправильної форми плямами, зосередженими уздовж середньої частини спини. Вона переходять на основу хвоста. З боків тіла, починаючись в скроневій області голови, проходять широкі темні скроневі смуги зі ступінчастим порізаним верхнім краєм, по якому розташовуються округлі білуваті плями. Такого ж типу плями обмежують скроневі смуги по їх нижньому краю. Верхня сторона стегон й гомілок з нечисленними світлими «очима». Черево має яскравий жовто-зелений колір, який поширюється також на горло, низ стегон та основу хвоста. По краях зовнішнього ряду черевних щитків є чорні й блакитні плями.
Голова помірно стиснута. Міжщелепний щиток відділений від лобоносового. Між верхньовійними і надочноямковим щитками зазвичай перерваний ряд з 4-10 зерняток. Перший верхньоскроневий щиток короткий, позаду нього 3-4 приблизно рівних за розміром задньоскроневих. Скронева область зайнята різними за розміром неправильної форми щитками. Барабанний щиток помірної величини. По середній лінії горла проходить 21-25 лусок. Луска тулуба округла, помірно опукла. Навколо середини тулуба 47-56 луски. Безпосередньо попереду анального щитка симетрично розташовуються 2 збільшених преанальних щитка, між якими іноді є невеликий третій. Стегнових пір 15-19, ряди їх досягають колінного згину. Луска, що вкриває зверху гомілку, слабкоребриста, не перевищує за розміром луску спини.

## Спосіб життя
Зустрічається у верхньому поясі буково-смерекових лісів на висотах від 900 до 1200 (за МСОП 1500—2200) м над рівнем моря, тримаючись змішаних заростів вічнозелених і листопадних чагарників, добре освітлених узбіч доріг, кам'янистих схилів ущелин й виходів скель по берегах річок. Харчується комахами та безхребетними.
Це яйцекладна ящірка. Самиця зазвичай відкладає від 3 до 5 яєць. Може бути кілька кладок за сезон.

## Поширення
Мешкає на крайньому північному сході Туреччини, Аджарії (Грузія), де відома ізольована популяція в районі міста Батумі.